# Wydział Ekonomiczny Akademii im. Jakuba z Paradyża w Gorzowie Wielkopolskim
Wydział Ekonomiczny Akademii im. Jakuba z Paradyża w Gorzowie Wielkopolskim – jeden z czterech wydziałów Akademii im. Jakuba z Paradyża w Gorzowie Wielkopolskim w Gorzowie Wielkopolskim, powstały w 2014 w wyniku przekształcenia dotychczasowego Instytutu Ekonomicznego. Kształci studentów na trzech podstawowych kierunkach, na studiach stacjonarnych oraz niestacjonarnych. 
W  ramach struktury Wydziału Ekonomicznego znajduje się 2 zakłady. Aktualnie zatrudnionych jest 16 pracowników naukowo-dydaktycznych (z czego 2 ze stopniem doktora habilitowanego, 11 doktora i 3 z tytułem magistra). Jego siedziba znajduje się przy ul. Fryderyka Chopina 52 w Gorzowie Wielkopolskim.

## Władze
- Dziekan: dr Małgorzata Trocka
- Prodziekan: dr Magdalena Byczkowska

## Kierunki kształcenia
Wydział Ekonomiczny prowadzi następujące kierunki i specjalności studiów pierwszego stopnia, na których nauka trwa 3 lata, a ich absolwent otrzymuje tytuł zawodowy licencjata:
- ekonomia
  - ekonomia międzynarodowa
  - gospodarka regionalna i lokalna
- finanse i rachunkowość
  - bankowość i rynek ubezpieczeń
  - rachunkowość i podatki
- zarządzanie
  - zarządzanie zasobami ludzkimi
  - zarządzanie procesami logistycznymi
  - zarządzanie przedsiębiorstwem
  - zarządzanie jakością
  - zarządzanie produkcją

Wydział prowadzi także studia drugiego stopnia (magisterskie uzupełniające), trwające 2 lata i kończące się uzyskaniem tytułu zawodnego magistra na kierunku: zarządzanie o następujących specjalizacjach:
- zarządzanie przedsiębiorstwem
- rachunkowość i zarządzanie finansami
- manager reklamy
- manager turystyki
- manager kultury
- manager administracji
- manager logistyki
- doradztwo personalne i coaching w biznesie

## Struktura organizacyjna
- Zakład Zarządzania Organizacją
- Zakład Rachunkowości i Zarządzania Finansami